# Udjei
Udjei (en rus: Уджей) és un poble del krai de Krasnoiarsk, a Rússia, que el 2017 tenia 343 habitants. Pertany al districte de Karatuzski.